# S.T Sơn Thạch
Nguyễn Cao Sơn Thạch (sinh ngày 10 tháng 12 năm 1990), thường được biết đến với nghệ danh S.T hay S.T Sơn Thạch, là một nam ca sĩ, diễn viên kiêm vũ công người Việt Nam. Từng hoạt động dưới danh nghĩa thành viên của nhóm nhạc 365 – một trong số ít nhóm nhạc giành được giải Cống hiến, sau khi tách ra hoạt động tự do, anh đã gặt hái nhiều thành tựu trong các cuộc thi khác nhau như quán quân Bước nhảy hoàn vũ mùa thứ 7 hay giải Vàng The Remix 2017. Năm 2024, anh tham gia chương trình Anh trai vượt ngàn chông gai mùa đầu tiên và lọt vào Top 17 chung cuộc.

## Thời thơ ấu và giáo dục
S.T Sơn Thạch có tên đầy đủ là Nguyễn Cao Sơn Thạch, sinh ngày 10 tháng 12 năm 1990 tại thành phố Hồ Chí Minh. Từ nhỏ, anh đã theo học múa ba lê. Anh bắt đầu sự nghiệp biểu diễn khá sớm từ năm 8 tuổi khi anh tham gia Đội Sơn ca thuộc Nhà Thiếu nhi Quận 1 và sau đó là nhóm Những ngôi sao nhỏ của Nhà hát Ca múa nhạc dân tộc Bông Sen. Anh thường tham gia múa minh họa và biểu diễn cùng các nghệ sĩ thời bấy giờ như Đan Trường, Cẩm Ly. Anh cũng từng biểu diễn cùng Xuân Mai trong loạt liveshow "Con cò bé bé" tại nhà hát Hòa Bình, trong đó có bài hát "Một trái tim một quê hương" song ca cùng Xuân Mai. Ngoài ra, S.T từng học nhảy từ năm 10 tuổi và là thành viên của nhóm nhảy ABC.
Trong một buổi chia sẻ liên quan đến việc tư vấn tuyển sinh vào định hướng nghề nghiệp, S.T đã từng chia sẻ về việc gia đình anh đã cho anh cơ hội sinh hoạt tại các nhà thiếu nhi từ nhỏ, anh cũng được giáo viên khen ngợi có năng khiếu tốt và gợi ý gia đình cho anh theo học các trường chuyên về nghệ thuật. Theo chia sẻ của S.T, bản thân anh cũng đã có định hướng theo đuổi sự nghiệp nghệ thuật từ nhỏ. Sau khi tốt nghiệp trung học phổ thông và trung cấp múa tại trường Cao đẳng Múa thành phố Hồ Chí Minh vào năm 18 tuổi, anh đã có một thời gian làm việc tại Nhà hát Ca múa nhạc dân tộc Bông Sen. Năm 2009, anh tham gia một vai phụ trong bộ phim nổi tiếng Thứ ba học trò.

## Hoạt động nghệ thuật cùng 365daband

### 2010–2011: Giai đoạn đầu thành lập nhóm
Năm 2010, công ty VAA của nghệ sĩ Ngô Thanh Vân tổ chức cuộc thi tài năng Way2Shine để tuyển chọn nghệ sĩ mới. Sau khi vượt qua cuộc thi, Nguyễn Cao Sơn Thạch đã trở thành em út của nhóm nhạc 365daband với nghệ danh S.T cùng bốn thành viên khác là Isaac, Jun Phạm, Tronie và Will. Các thành viên của nhóm đã được đào tạo bài bản theo mô hình của các nhóm nhạc chuyên nghiệp Hàn Quốc với các chuyên mục thanh nhạc, vũ đạo, thể lực và kỹ năng. Tháng 9, từng thành viên được giới thiệu qua kênh YouTube của nhóm. Sau 6 tháng đào tạo, nhóm 365 chính thức được ra mắt công chúng tại Hard Rock Cafe, thành phố Hồ Chí Minh với ca khúc debut "Awakening" vào ngày 16 tháng 12 năm 2010. Trong nhóm, S.T đảm nhiệm vao trò biên đạo và nhảy chính, vận dụng nền tảng ballet của mình để phát triển các tiết mục biểu diễn. Do tập trung chủ yếu vào công việc vũ đạo và có tính cách khá trầm, S.T ít xuất hiện trước công chúng hơn so với các thành viên khác trong nhóm.
Năm 2011, sau khi MV debut "Awakening" được ra mắt vào tháng 1, nhóm 365 đã liên tiếp cho ra nhiều tác phẩm khác như các MV "Liên khúc mùa xuân", "Đôi cánh màu bạc", các album trực tuyến Valentine 2011, Baby don't cry (nhạc phim Sài Gòn Yo!). Trong đó, MV "Âm nhạc trong tôi" (Music in me) chính là một trong 24 tác phẩm tham gia MTV giải thưởng Video âm nhạc Việt lần đầu tiên. MV này đã lập kỷ lục khi lọt vào top 5 trong 7 tuần liên tiếp. Tháng 10, S.T cho ra mắt ca khúc tự sáng tác đầu tiên mang tên "Let get into the music". Cuối năm 2011, nhóm 365 đã cho ra mắt MV "Oh My Love" cùng với album đầu tay mang tên Chiếc hộp tình yêu – The Love Box. Album này vẫn theo phong cách mà nhóm theo đuổi là R&B pha Hip hop, là sự hợp tác giữa nhóm 365 cùng hai nhạc sĩ Tăng Nhật Tuệ và Only C. Bên cạnh đó, liveshow đầu tiên của 365 sau một năm hoạt động cũng đã được tổ chức thành công với sự tham gia của hơn 3.000 khán giả tại Nhà thi đấu Nguyễn Du.

### 2012–2015: Tạo dấu ấn về mặt truyền thông
Trong năm 2012, nhóm 365 cho ra mắt khán giả nhiều sản phẩm bao gồm 2 mini album Tình yêu đến và The Invasion. Đặc biệt, ca khúc "Get on the floor" (Ai đó đêm nay) thuộc album The Invasion đã gây ấn tượng mạnh với khán giả. MV của ca khúc này là một trong những MV được đầu tư nhất của nhóm và đã đứng đầu bảng xếp hạng âm nhạc của kênh radio hàng đầu Thái Lan Seed FM một thời gian dài. Ngay sau thành công của Get on the floor, S.T cùng các thành viên đã có thêm một bài hit mang tên "Nơi anh không thuộc về". Ca khúc đã dẫn đầu trên nhiều bảng xếp hạng âm nhạc lớn vào năm 2013 và giúp nhóm đạt được nhiều giải thưởng lớn. Trong giai đoạn này, nhóm 365 không chỉ thu hút sự chú ý từ truyền thông trong nước mà còn được các cơ quan truyền thông báo chí quốc tế chú ý. Tạp chí Wanvela của Thái Lan đã giới thiệu 365daband là một trong những nhóm nhạc nổi tiếng và thành công nhất Vpop; một tạp chí khác của Thái Lan là OK nhận định rằng nhóm 365 đã góp phần làm nên "làn sóng mới của Vpop". Nhóm cũng xuất hiện trên kênh Pop Asia của đài truyền hình SBS Australia. Năm 2013, sau khi ra mắt MV cho bản hit lớn "Nơi anh không thuộc về" (No love no life) của nhóm 365, S.T đã tham gia chương trình The Amazing Race Vietnam: Cuộc đua kỳ thú 2013. Sau khi Tronie chính thức rời nhóm, S.T tiếp tục hoạt động trong 365daband cùng 3 thành viên khác và ra mắt các sản phẩm âm nhạc chất lượng khác. Đến cuối năm, nhóm 365 đã ra mắt album thứ 2 mang tên Follow me.
Trong năm 2014, S.T không chỉ tiếp tục cùng nhóm 365 cho ra mắt các sản phẩm âm nhạc, anh còn tham gia chương trình Thử thách cùng bước nhảy mùa 3. Việc S.T tách nhóm để tham gia một chương trình dưới danh nghĩa cá nhân sau khi một thành viên khác vừa rời nhóm đã khiến dư luận đặt câu hỏi về việc anh có trở thành người tiếp theo rời 365daband hay không. Tuy nhiên việc S.T tham gia chương trình này đã có được sự ủng hộ của Ngô Thanh Vân, đồng thời S.T cũng khẳng định anh vẫn đang cùng các thành viên nhóm 365 chuẩn bị cho các tác phẩm mới, và đây chỉ là một trong những hoạt động để đẩy mạnh hoạt động solo của các thành viên nhóm. Sau khi thực hiện thử thách với thể loại Lyrical Jazz, S.T được trao cơ hội vào thẳng bán kết cuộc thi mà không cần thực hiện thêm một thử thách nào khác. Là một thí sinh được ban giám khảo đánh giá cao, S.T trở thành một trong 140 thí sinh loạt vào bán kết, và sau đó lọt top 51 thí sinh. Tuy nhiên, S.T đã dừng chân trong đêm bán kết 2. Cũng trong khoảng thời gian này, anh đã trở thành một trong 3 giám khảo của cuộc thi nhảy Beyoncé Live For Now (gọi tắt là Béyonce Now). Đây là một cuộc thi mới do kênh truyền hình MTV Việt Nam phối hợp với nhãn hàng Pepsi tổ chức.
Trong giai đoạn 2014–2015, các ca khúc và MV của nhóm 365 đều để lại ấn tượng với khán giả Việt, đặc biệt là MV "Hai cô tiên" – nhạc phim Ngày nảy ngày nay của Ngô Thanh Vân. Vào thời điểm nhóm còn hoạt động, đây là một trong những nhạc phẩm được cover nhiều nhất trên các nền tảng mạng xã hội. Trong năm 2015, 365daband không có quá nhiều hoạt động âm nhạc và tạm ngưng hẳn trong 6 tháng để tập trung cho bộ phim Tấm Cám: Chuyện chưa kể. Trong bộ phim này, S.T cùng các thành viên khác đều tham gia diễn xuất. Bộ phim đã được chính thức công chiếu tại Việt Nam vào tháng 8 năm 2016, và được mời tham gia tranh giải tại nhiều liên hoan phim quốc tế như Liên hoan phim quốc tế Busan, Liên hoan phim Osaka châu Á 2017, Liên hoan phim châu Âu Far East Film Festival 2017. Bộ phim đã được đề cử nhiều hạng mục tại Giải thưởng Ngôi Sao Xanh 2016 và giành được Cánh diều bạc tại Giải Cánh diều 2016. Sau thời gian tập trung phát triển các sản phẩm solo và tham gia đóng phim, đến cuối năm 2015 thì nhóm 365 mới quay lại với album It's 365 đánh dấu kỷ niệm 5 năm thành lập nhóm cùng MV bài hát chủ đề "Và như thế" do S.T đảm nhiệm vai nam chính.

### Từ 2016: Những dự án cuối cùng
Tháng 5 năm 2016, trong giai đoạn sắp kết thúc năm học, S.T cùng nhóm đã có chuyến lưu diễn tại nhiều trường trung học tại khu vực thành phố Hồ Chí Minh, Biên Hòa, Đồng Nai. Đây cũng là giai đoạn 365daband chuẩn bị cho đĩa đơn "Bống bống bang bang" – một phần trong album nhạc phim Tấm Cám: Chuyện chưa kể. MV của ca khúc này chính thức được phát hành trên Youtube vào ngày 27 tháng 6 cùng năm. Bài hát này ngay sau đó đã trở thành một hiện tượng đối với khán giả Việt Nam, đặc biệt là lứa tuổi thiếu nhi, trở thành một hit lớn cuối cùng của nhóm sau nhạc phẩm "Hai cô tiên". Sau sự thành công của "Bống bống bang bang", công ty chủ quản (VAA) của 365daband bất ngờ thông báo nhóm sẽ chính thức dừng hoạt động sau liveshow cuối cùng vào cuối tháng 7 cùng năm. Kể từ sau liveshow cuối cùng mang tên The impact – Những ngôi sao mới, các thành viên nhóm 365 sẽ hoạt động với vai trò nghệ sĩ solo dưới sự quản lý của VAA.
Mặc dù đã dừng hoạt động nhóm nhưng MV "Bống bống bang bang" của nhóm vẫn tiếp tục thu hút khán giả và lập được nhiều kỷ lục mới. Đạt được 100 triệu lượt xem chỉ sau nửa năm ra mắt, liên tục nằm trong top 10 nhiều bảng xếp hạng trong nước, đến tháng 7 năm 2017, MV này đã chính thức chạm mốc 200 triệu lượt xem, xác nhận kỷ lục MV đầu tiên của nhạc Việt cán mốc 200 triệu lượt xem. Đến cuối năm 2017, MV lại cán mốc 300 triệu lượt xem, một lần nữa trở thành MV có lượt xem cao nhất Vpop. Và sau gần 5 năm kể từ ngày ra mắt, "Bống bống bang bang" đã chính thức đạt được 500 triệu lượt xem, trở thành MV đầu tiên và duy nhất của Việt Nam chạm mốc nửa tỷ lượt xem vào thời điểm này. Tính đến tháng 3 năm 2025, đây vẫn là MV đứng đầu danh sách có lượt xem cao nhất trên nền tảng Youtube của âm nhạc Việt Nam với con số hơn 600 triệu lượt xem – con số cao nhất mà một MV do nghệ sĩ Việt thể hiện từng đạt được.
Sau khi tan rã, thỉnh thoảng S.T và các thành viên 365daband vẫn xuất hiện cùng nhau và biểu diễn trong các chương trình liên quan đến Ngô Thanh Vân và công ty quản lý. Đến tháng 12 năm 2020, nhóm đã tái hợp trong một tác phẩm âm nhạc mới là "Trạng Tí" – nhạc phim Trạng Tí phiêu lưu ký. Đây cũng là một hành động nhằm tri ân người hâm mộ của 365daband vì đã theo dõi và ủng hộ nhóm cũng như các thành viên suốt 10 năm hoạt động.

## Sự nghiệp cá nhân

### 2016–2019: Dấu ấn tại các chương trình thực tế và thay đổi nghệ danh
Đầu năm 2016, S.T đã tham gia chương trình Bước nhảy hoàn vũ (mùa 7) và trở thành quán quân trẻ tuổi nhất của chương trình với 85,85% lượt bình chọn từ khán giả. Là nam thí sinh đầu tiên đoạt được giải quán quân sau 7 mùa phát sóng, S.T trở thành "Nam vương đầu tiên" của Bước nhảy hoàn vũ. Trong suốt cuộc thi, phần lớn các phần thi của S.T đều giành được điểm số cao nhất của ban giám khảo. Đặc biệt, anh cũng là thí sinh duy nhất từng giành trọn 40 điểm của ban giám khảo với tiết mục trong liveshow bán kết.
Tháng 6 năm 2019, S.T tham gia chương trình Cuộc đua kỳ thú (mùa 6) phiên bản đặc biệt dành cho người nổi tiếng cùng với diễn viên Bình An. Tối ngày 19 tháng 12 năm 2019, truyền thông Việt Nam bất ngờ đưa tin về việc S.T đã nhận được giải thưởng "Rising star" do Ban tổ chức World Star Awards 2019 của Hàn Quốc trao tặng. Đây là lễ trao giải nhằm tôn vinh những cống hiến nghệ thuật giải trí trên toàn cầu bao gồm nhiều lĩnh vực văn hoá nghệ thuật như: Âm nhạc, phim ảnh, nhạc kịch và sân khấu.

### 2020–2023: Mở rộng hoạt động nghệ thuật
Cuối tháng 12 năm 2020, S.T đã tham dự chương trình mừng xuân 2021 tại Đà Nẵng. Chương trình âm nhạc này còn có sự tham gia của nhiều người nổi tiếng khác như Soobin Hoàng Sơn, DJ Mie. Tháng 5 năm 2022, S.T tham gia biểu diễn tại đêm chung kết lễ hội vũ đạo ngoài trời Dalat Best Dance Crew 2022. Liên tiếp 3 đêm chung kết đã thu hút hơn 100 nghìn khán giả tham dự.
Tháng 7 năm 2023, S.T đã tham gia biểu diễn tại đêm nhạc trong khuôn khổ Lễ hội Bia của Festival Huế 2022. Chương trình này cũng đã lập được kỷ lục Bàn tiệc dài nhất châu Á. Đến tháng 11, S.T ra mắt dự án của riêng mình mang tên Dancing Heart (Nhịp điệu con tim) – chương trình về vũ đạo gồm nhiều tập được phát sóng trên kênh Youtube chính thức của S.T Sơn Thạch. Anh đã mời nhạc sĩ Andiez Nam Trương và biên đạo Lit Nguyễn đồng hành với anh trong series này. Chương trình đã mời nhiều nữ nghệ sĩ tham gia để luyện tập vũ đạo cùng S.T bao gồm ca sĩ Hari Won, diễn viên Kaity Nguyễn, hoa hậu Mai Phương.

### 2024–2025: Sự nghiệp cá nhân để lại nhiều dấu ấn
Tháng 11 năm 2024, S.T Sơn Thạch trở thành giám khảo của Bước nhảy hoàn vũ mùa 8. Sau khi S.T đoạt giải quán quân vào mùa 7 năm 2016, chương trình đã tạm dừng sản xuất suốt 8 năm. Quay trở lại sau 8 năm, S.T xuất hiện với vai trò là một trong những ban giám khảo của cuộc thi 2024. Cuối năm 2024, S.T Sơn Thạch nhận được 3 đề cử tại Giải Mai vàng 2024 bao gồm một đề cử cho hạng mục Nam ca sĩ/rapper được yêu thích nhất, và 2 đề cử cho hạng mục Ca khúc với "Thuận nước đẩy thuyền" và "Mẹ yêu con" cùng nhà Tinh hoa (chương trình Anh trai vượt ngàn chông gai 2024). Sau khi kết thúc bình chọn, anh giành chiến thắng ở hạng mục Ca khúc được yêu thích nhất với ca khúc "Thuận nước đẩy thuyền". Sau 10 năm kể từ lần cuối nhận được Giải Mai vàng cùng nhóm 365 vào năm 2015, S.T đã một lần nữa nhận giải thưởng dưới danh nghĩa cá nhân.
Tháng 3 năm 2025, nối tiếp thành công của Anh trai vượt ngàn chông gai, Yeah1 cho ra mắt chương trình thực tế mới là Tân binh toàn năng, S.T tham gia chương trình với vai trò giám khảo tuyển sinh tại khu vực Hà Nội. Tháng 6, S.T lần đầu tiên tham gia chương trình Bố ơi! Mình đi đâu thế? với vai trò "bố tập sự". Chỉ sau 1 ngày tham gia chương trình, S.T được khán giả gọi tên với danh hiệu "ông bố quốc dân" vì đã kiên nhẫn chăm sóc một lúc 5 đứa trẻ. Tháng 4, S.T tiếp tục đồng hành cùng Tân binh toàn năng với vai trò giám khảo. Đầu tháng 5, Lễ hội giao lưu văn hóa Hàn – Việt lần thứ 7 mang tên "We Are Together" (Chúng ta là một) đã diễn ra tại First Outdoor Concert Hall (Nhà hát ngoài trời số 1), thành phố Suwon, Hàn Quốc. Tại sự kiện này, S.T đã cùng nhiều nghệ sĩ nổi tiếng người Việt Nam và Hàn Quốc biểu diễn trước hơn 300.000 khán giả người Việt đang sinh sống tại Hàn Quốc cùng với những người yêu mến văn hóa Hàn – Việt.

## Chương trìnhAnh trai vượt ngàn chông gai

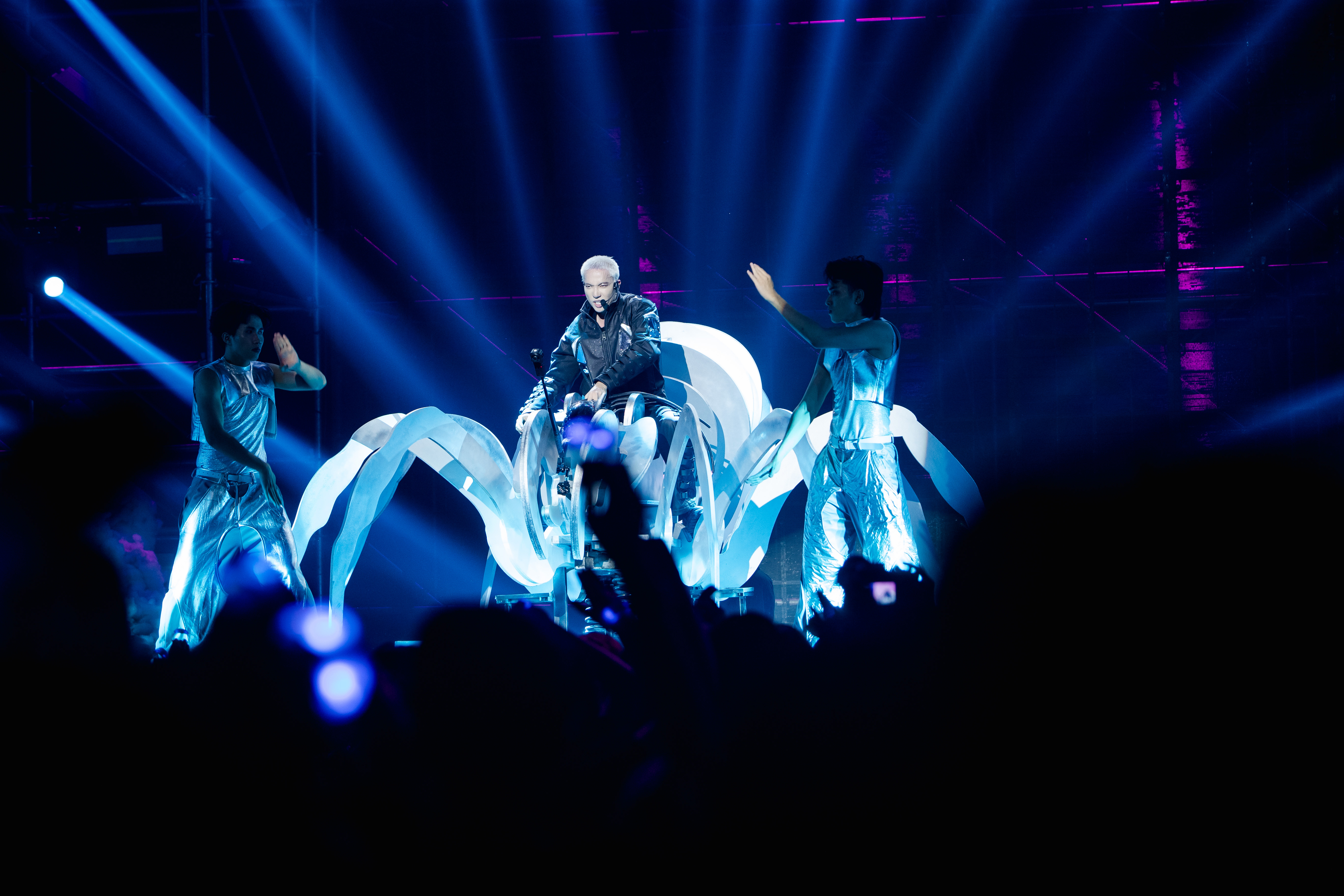
S.T biểu diễn trong tiết mục Gót hồng x Cao gót

Năm 2024, S.T Sơn Thạch tham gia chương trình truyền hình thực tế Anh trai vượt ngàn chông gai mùa đầu tiên. Tính đến thời điểm này, anh đã hoạt động nghệ thuật được 25 năm dù chỉ mới 34 tuổi. Xuyên suốt nhiều tập của Anh trai vượt ngàn chông gai (mùa 1), chương trình đã thu hút sự chú ý của khán giả cũng như truyền thông Việt Nam với các tiết mục âm nhạc mang đậm yếu tố văn hóa dân tộc, trong đó có tiết mục "Mưa trên phố Huế" của nhóm Chín Muồi do S.T làm trưởng nhóm được biểu diễn trong đêm công diễn 4. Được đào tạo chính quy trong Trường Cao đẳng Múa và từng làm việc tại Nhà hát ca múa nhạc dân tộc Bông sen là một lợi thế giúp S.T có thể dàn dựng một tiết mục đan xen giữa các yếu tố văn hóa lâu đời của nước ta với những thể loại mới mẻ, đặc biệt là dẫn dắt các thành viên chưa có nhiều kinh nghiệm trong âm nhạc dân gian. Đạo diễn Ninh Quang Trường của VTV đã nhận xét, "Mưa trên phố Huế" là sự kết hợp đỉnh cao và hoàn hảo giữa âm nhạc, màn hình nền, sân khấu, vũ đạo và phần trình diễn nhạc cụ của các nghệ sĩ tham gia chương trình, chuẩn và đẹp đến từng chi tiết, từ ánh sáng màu tím phối hợp với sắc tím nhiều sắc độ trên trang phục của các nhạc công Nhã nhạc cung đình Huế, của các anh tài tham gia chương trình, của đạo cụ và của màn hình Led.

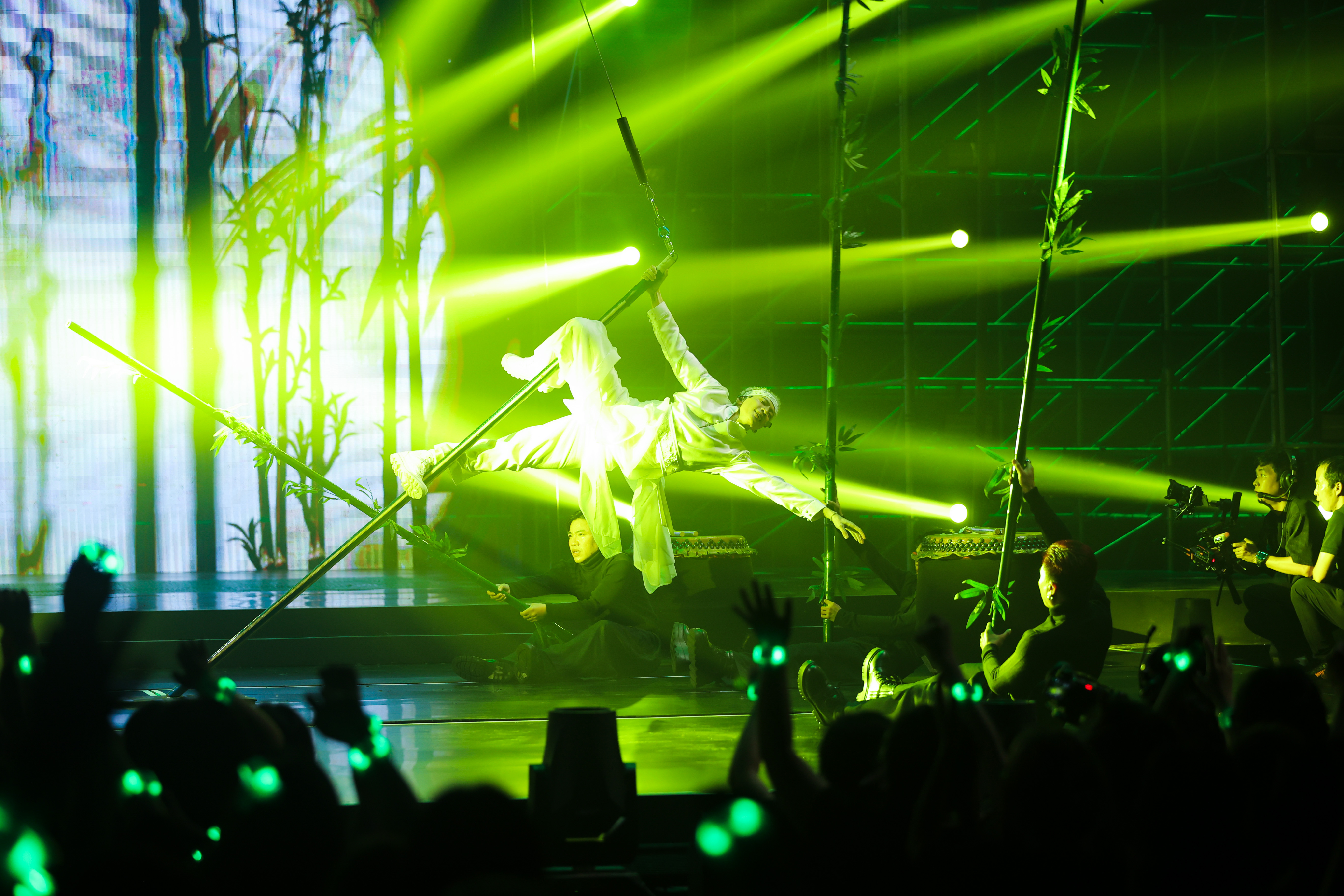
S.T biểu diễn trong tiết mục Thuận nước đẩy thuyền

Cũng trong vòng công diễn thứ 4 này, S.T đã thể hiện ca khúc "Thuận nước đẩy thuyền" do chính anh sáng tác trong phần tiết mục đơn ca. Đây là ca khúc lấy cảm hứng từ ca trù, chèo, thể hiện hình tượng người con trai ra chiến trường, hẹn ước ngày trở về với người con gái mình yêu. Bài hát do S.T Sơn Thạch sáng tác chung với Thanh Hưng và Andiez. Ca khúc này sau đó đã giành được Giải Mai vàng 2024 ở hạng mục Ca khúc được yêu thích nhất. Trong vòng chung kết của chương trình, S.T đã cùng các thành viên thuộc nhà Tinh hoa làm mới bài hát "Mẹ yêu con". Tiết mục không chỉ giúp đội này giành chiến thắng chung cuộc, đồng thời được lên sóng vào dịp kỷ niệm ngày Phụ nữ Việt Nam 20 tháng 10. Sân khấu tái hiện hình ảnh làng quê Việt Nam, có trấu, rơm rạ và người mẹ ôm con thơ. Sau ba ngày phát sóng, video ca khúc có hơn một triệu lượt xem và đứng top 3 trending của YouTube Việt Nam. Cộng đồng mạng Việt Nam đã sử dụng, lồng ghép phần trình bày của Soobin Hoàng Sơn vào các clip về quê hương, đất nước, tình mẹ,... và đạt triệu view trên TikTok. Phần trình bày này cũng đã được đề cử tại Giải Mai Vàng. Sau khi kết thúc chương trình, anh đã tổ chức 2 buổi fanmeeting tại Hà Nội và thành phố Hồ Chí Minh, thu hút tổng cộng 2000 khán giả tham gia.
Ngày 16 tháng 5, nhân dịp kỷ niệm 1 năm chương trình bấm máy, bộ phim tư liệu của Anh trai vượt ngàn chông gai mang tên Mưa lửa đã chính thức công chiếu. Bộ phim dài 125 phút, tái hiện lại hành trình của các anh tài trong chương trình cũng như các đêm concert đã diễn ra. Tiếp nối sự thành công của chuỗi concert Anh trai vượt ngàn chông gai, Day 5 và 6 đã diễn ra tại miền Bắc vào tối ngày 14 và 15 tháng 6 với sự tham gia của hàng chục nghìn khán giả vào mỗi đêm. S.T Sơn Thạch đều tham gia trong cả hai đêm diễn. Một trong những tiết mục được cho là cảm động nhất đêm diễn thứ 5 là liên khúc "Ba kể con nghe", "Dưới ánh đèn sân khấu" và "Tỉnh thức sau giấc ngủ đông" của S.T cùng các anh tài Tuấn Hưng, Trọng Hiếu, Liên Bỉnh Phát, Nguyễn Trần Duy Nhất, Bằng Kiều, Hồng Sơn và Binz.

### Nhóm nhạc B.O.F
Cuối năm 2024, nhà sản xuất chương trình Anh trai vượt ngàn chông gai chính thức thành lập nhóm nhạc đầu tiên của chương trình mang tên B.O.F (Boys on Fire). Nhóm nhạc có năm 5 thành viên bao gồm S.T cùng 4 anh tài khác là BB Trần, Bùi Công Nam, Kay Trần và Jun Phạm. Chưa đầy một tháng sau khi ra mắt, nhóm đã ra mắt dự án pre-debut mang tên "Tết đỉnh nóc", ca khúc do Bùi Công Nam sáng tác. Vừa ra mắt không lâu, MV đã nhanh chóng lọt vào Top 20 Trending hạng mục Âm nhạc của nền tảng YouTube. Tháng 5, ca khúc "No fair" chính thức được giới thiệu đến khán giả, đánh dấu màn debut của B.O.F. Đây là sáng tác của thành viên Bùi Công Nam, thuộc thể loại Rap – R&B. Sau chưa đầy 24 giờ công bố, MV lọt "Top Trending Music YouTube" và giữ vị trí "Top 1 iTunes Việt Nam". Đến ngày 1 tháng 6, nhóm nhạc B.O.F đã chính thức ra mắt khán giả trong showcase đầu tiên diễn ra tại thành phố Hồ Chí Minh. Cuối chương trình, nhóm cũng giới thiệu đến khán giả ca khúc chính thức thứ ba mang tên "Bức thư tình".

## Người hâm mộ
Cộng đồng người hâm mộ của S.T Sơn Thạch có tên chính thức là Rockin'. Theo S.T, trước đây, số lượng người hâm mộ tham dự các buổi gặp gỡ, giao lưu của anh chỉ dao động từ vài chục đến hơn 100 người. Tuy nhiên kể từ sau chương trình Anh trai vượt ngàn chông gai, sự kiện gặp gỡ người hâm mộ tại Hà Nội ngày 15 tháng 12 đã có quy mô lên tới 1.500 người nhưng vẫn cháy vé.

## Tác phẩm

### Phim
| Năm  | Tác phẩm                | Thể loại    | Vai diễn              | Nguồn |
| ---- | ----------------------- | ----------- | --------------------- | ----- |
| 2009 | Thứ ba học trò          | Truyền hình | Học sinh              |       |
| 2016 | Tấm Cám: Chuyện chưa kể | Điện ảnh    | Tướng quân Thạch Biền |       |
| 2017 | Cô Ba Sài Gòn           | Điện ảnh    | Tuấn                  |       |
| 2018 | Gái già lắm chiêu 2     | Điện ảnh    | Trần Giang            |       |
| 2018 | Lấy vợ cho bà           | Điện ảnh    | Long                  |       |
| 2020 | Gạo nếp gạo tẻ 2        | Truyền hình | Đông Quân             |       |

### Chương trình truyền hình
| Năm  | Chương trình                         | Phát sóng | Vai trò                    | Kết quả                 | Nguồn         |
| ---- | ------------------------------------ | --------- | -------------------------- | ----------------------- | ------------- |
| 2014 | Thử thách cùng bước nhảy (mùa 3)     | HTV7      | Thí sinh                   | Dừng chân tài Bán kết 2 | [ 17 ]        |
| 2014 | Ai thông minh hơn học sinh lớp 5?    | VTV3      | Người chơi                 |                         |               |
| 2015 | Đừng để tiền rơi                     | VTV3      | Người chơi tập 55          | Bị loại ở câu 4         |               |
| 2015 | Tuyệt đỉnh giác quan                 | THVL1     | Người chơi tập 15          |                         |               |
| 2015 | Vui ơi là vui                        | THVL1     | Người chơi tập 12          |                         |               |
| 2016 | Bước nhảy hoàn vũ (mùa 7)            | VTV3      | Thí sinh                   | Quán quân               | [ 81 ]        |
| 2016 | Gương mặt thương hiệu (mùa 1)        | VTV3      | Khách mời tập 5, 11 và 12  |                         | [ 82 ]        |
| 2016 | Ngạc nhiên chưa                      | HTV7      | Người chơi tập 28          |                         |               |
| 2016 | Chuẩn cơm mẹ nấu                     | HTV7      | Người chơi                 |                         |               |
| 2016 | Ghế đỏ                               | YanTV     | Khách mời                  |                         |               |
| 2016 | MTV Top ten                          | YanTV     | Dẫn chương trình           |                         |               |
| 2016 | Vị khách bí ẩn                       | VTV9      | Khách mời                  |                         |               |
| 2017 | Hòa âm Ánh sáng (mùa 3)              |           | Thí sinh                   | Hạng 2 (Cúp vàng)       |               |
| 2017 | Người bí ẩn (mùa 4)                  | HTV7      | Người chơi tập 7           | Hòa với đội nhà         |               |
| 2017 | Be a start – Bạn là ngôi sao         | HTV7      | Ca sĩ khách mời            |                         |               |
| 2017 | Sàn đấu ca từ (mùa 1)                | HTV7      | Người chơi tập 13          |                         |               |
| 2017 | Ai cũng bật cười                     | HTV2      | Người chơi tập 35          |                         |               |
| 2017 | Gương mặt thương hiệu (mùa 2)        | VTV3      | Giám khảo khách mời tập 10 |                         | [ 83 ]        |
| 2017 | Bữa trưa vui vẻ                      | VTV6      | Khách mời ngày 23 tháng 6  |                         |               |
| 2018 | Sàn đấu ca từ (mùa 2)                | HTV7      | Đội trưởng tập 9           |                         |               |
| 2018 | Nhanh như chớp (mùa 1)               |           | Người chơi                 | Thua ở tập 23           |               |
| 2018 | Phiên tòa tình yêu                   |           | Khách mời                  |                         |               |
| 2018 | Giọng ải giọng ai (mùa 3)            |           | Khách mời tập 13           | Chiến thắng             | [ 84 ]        |
| 2019 | Cuộc đua kỳ thú (mùa 6)              |           | Người chơi                 | Á quân                  |               |
| 2019 | Nhanh như chớp (mùa 2)               |           | Người chơi                 | Quán quân Siêu cúp      |               |
| 2019 | Người ấy là ai (mùa 2)               |           | Cố vấn                     |                         | [ 85 ]        |
| 2019 | Ơn giời cậu đây rồi! (mùa 6)         |           | Khách mời                  | Cúp Ơn giời             |               |
| 2020 | Bí kíp vàng                          |           | Host                       |                         | [ 86 ]        |
| 2020 | Ơn giời cậu đây rồi! (mùa 7)         |           | Khách mời                  | Cúp Ơn giời             |               |
| 2020 | 7 nụ cười xuân (mùa 3)               |           | Khách mời tập 17           |                         |               |
| 2020 | Ai là triệu phú                      |           | Người chơi                 |                         |               |
| 2021 | Nhanh như chớp (mùa 3)               |           | Người chơi                 |                         |               |
| 2021 | Ký ức vui vẻ (mùa 3)                 |           | Đội trưởng                 |                         |               |
| 2021 | Chọn ai đây                          |           | Ban cố vấn                 |                         |               |
| 2021 | 7 nụ cười xuân (mùa 4)               |           | Khách mời tập 2            |                         |               |
| 2022 | Sao nhập ngũ (mùa 12)                |           | Khách mời                  |                         |               |
| 2022 | Ký ức vui vẻ (mùa 4)                 |           | Đội trưởng                 |                         |               |
| 2022 | Quýt làm cam chịu                    |           | Host                       |                         |               |
| 2022 | Cuộc hẹn cuối tuần (mùa 2)           | VTV3      | Khách mời chính tập 2      |                         |               |
| 2022 | 7 nụ cười xuân (mùa 5)               |           | Khách mời tập 15           |                         |               |
| 2023 | Hành trình rực rỡ (mùa 1)            |           | Khách mời tập 11–13        | Hạng 2                  | [ 87 ]        |
| 2023 | Người ấy là ai (mùa 5)               |           | Cố vấn tập 8               |                         | [ 88 ] [ 89 ] |
| 2023 | Mái ấm gia đình Việt                 |           | Khách mời                  |                         | [ 90 ] [ 91 ] |
| 2023 | Hành lý tình yêu                     |           | Khách mời                  |                         | [ 92 ]        |
| 2023 | Nhà trọ Destiny (mùa 2)              |           | Khách mời                  |                         |               |
| 2024 | Anh trai vượt ngàn chông gai (mùa 1) |           | Thí sinh                   | Top 10                  |               |
| 2024 | Bước nhảy hoàn vũ (mùa 8)            |           | Giám khảo                  |                         | [ 93 ]        |
| 2025 | Bố ơi! Mình đi đâu thế?              |           | Khách mời                  |                         | [ 94 ]        |

## Giải thưởng và đề cử

### Chương trình thực tế
| Năm  | Chương trình                         | Kết quả                          | Nguồn         |
| ---- | ------------------------------------ | -------------------------------- | ------------- |
| 2016 | Bước nhảy hoàn vũ (mùa 7)            | Cup Vàng                         | [ 95 ] [ 96 ] |
| 2017 | Hòa âm Ánh sáng (mùa 3)              | Giải Vàng                        | [ 97 ]        |
| 2019 | Nhanh như chớp (mùa 2)               | Quán quân                        |               |
| 2019 | Cuộc đua kỳ thú (mùa 6)              | Á quân                           |               |
| 2024 | Anh trai vượt ngàn chông gai (mùa 1) | Top 17 Gia tộc anh tài toàn năng |               |

### Giải thưởng nghệ thuật
| Năm  | Lễ trao giải                      | Hạng mục                       | Tác phẩm                          | Đối tượng đề cử | Kết quả   | Nguồn           |
| ---- | --------------------------------- | ------------------------------ | --------------------------------- | --------------- | --------- | --------------- |
| 2012 | Giải Mai Vàng 2011                | Nhóm hát                       |                                   | 365daband       | Đề cử     | [ 98 ]          |
| 2012 | YAN Vpop 20 Awards 2012           | Nhóm nhạc được yêu thích nhất  |                                   | 365daband       | Đoạt giải |                 |
| 2013 | Giải Mai Vàng 2012                | Nhóm hát                       | "Âm nhạc trong tôi"               | 365daband       | Đoạt giải | [ 99 ] [ 100 ]  |
| 2013 | Làn Sóng Xanh 2013                | Nhóm nhạc được yêu thích nhất  |                                   | 365daband       | Đoạt giải | [ 101 ]         |
| 2013 | YAN Vpop 20 Awards 2013           | MV được yêu thích nhất         | "Ai đó đêm nay"                   | 365daband       | Đoạt giải | [ 102 ]         |
| 2013 | YAN Vpop 20 Awards 2013           | Nhóm nhạc được yêu thích nhất  |                                   | 365daband       | Đoạt giải | [ 102 ]         |
| 2014 | Zing Music Awards                 | Song ca/Nhóm ca được yêu thích |                                   | 365daband       | Đoạt giải |                 |
| 2015 | Giải Mai Vàng 2014                | Nhóm hát                       | "Anh sợ mất em"                   | 365daband       | Đoạt giải |                 |
| 2017 | Giải thưởng Cống hiến             | Video âm nhạc của năm          | "Bống bống bang bang"             | 365daband       | Đoạt giải |                 |
| 2019 | World Star Awards 2019 (Hàn Quốc) | Rising Star                    |                                   | S.T Sơn Thạch   | Đoạt giải | [ 103 ]         |
| 2023 | Giải Mai Vàng 2022                | Nam ca sĩ nhạc nhẹ             | "Ngày thương, tháng nhớ, năm đợi" | S.T Sơn Thạch   | Đề cử     | [ 104 ] [ 105 ] |
| 2025 | Giải Mai Vàng 2024                | Nam ca sĩ/rapper               | "Thuận nước đẩy thuyền"           | S.T Sơn Thạch   | Đề cử     | [ 69 ]          |
| 2025 | Giải Mai Vàng 2024                | Ca khúc                        | "Thuận nước đẩy thuyền"           | S.T Sơn Thạch   | Đoạt giải | [ 106 ] [ 107 ] |
| 2025 | Giải Mai Vàng 2024                | Ca khúc                        | "Mẹ yêu con"                      | Nhà Tinh hoa    | Đề cử     | [ 108 ]         |